# Kluivingsbos
Het Kluivingsbos is een natuurgebied van 15 hectare, ongeveer twee kilometer ten noorden van het Drentse dorp Paterswolde.

## Beschrijving
Het Kluivingsbos is eigendom van Natuurmonumenten en is een gemengd loofbosje dat mogelijk lang dienst deed als gemaksbos. Er vindt nauwelijks beheer plaats waardoor het zich natuurlijk kan ontwikkelen. Aan weerszijden van het beekje de Leijenloop liggen hooilandjes. Waterschap Noorderzijlvest heeft er in 2024 met instemming van Natuurmonumenten en behulp van Europese subsidie natuurvriendelijke oevers laten aanleggen.
Er is een kleine blauwe reigerkolonie en ook de roodborst, zwartkop, kleine bonte specht, wielewaal en buizerd komen er voor. Ook zijn er kolonies van de rosse vleermuis, watervleermuis en gewone dwergvleermuis.

### Monumenten
In het bos bevindt zich een oorlogsmonument voor twee buurtgenoten die in de Tweede Wereldoorlog door geweld om het leven kwamen.
Een andere gedenksteen herinnert aan het feit dat op 19 april 1917 arbeiders in het bos het lijk van Willemiene Henriette Jansen vonden. Deze 29-jarige onderwijzeres uit Groningen was sinds 21 september 1916 vermist. Ze bleek met geweld om het leven te zijn gekomen. De zaak is nooit opgelost.

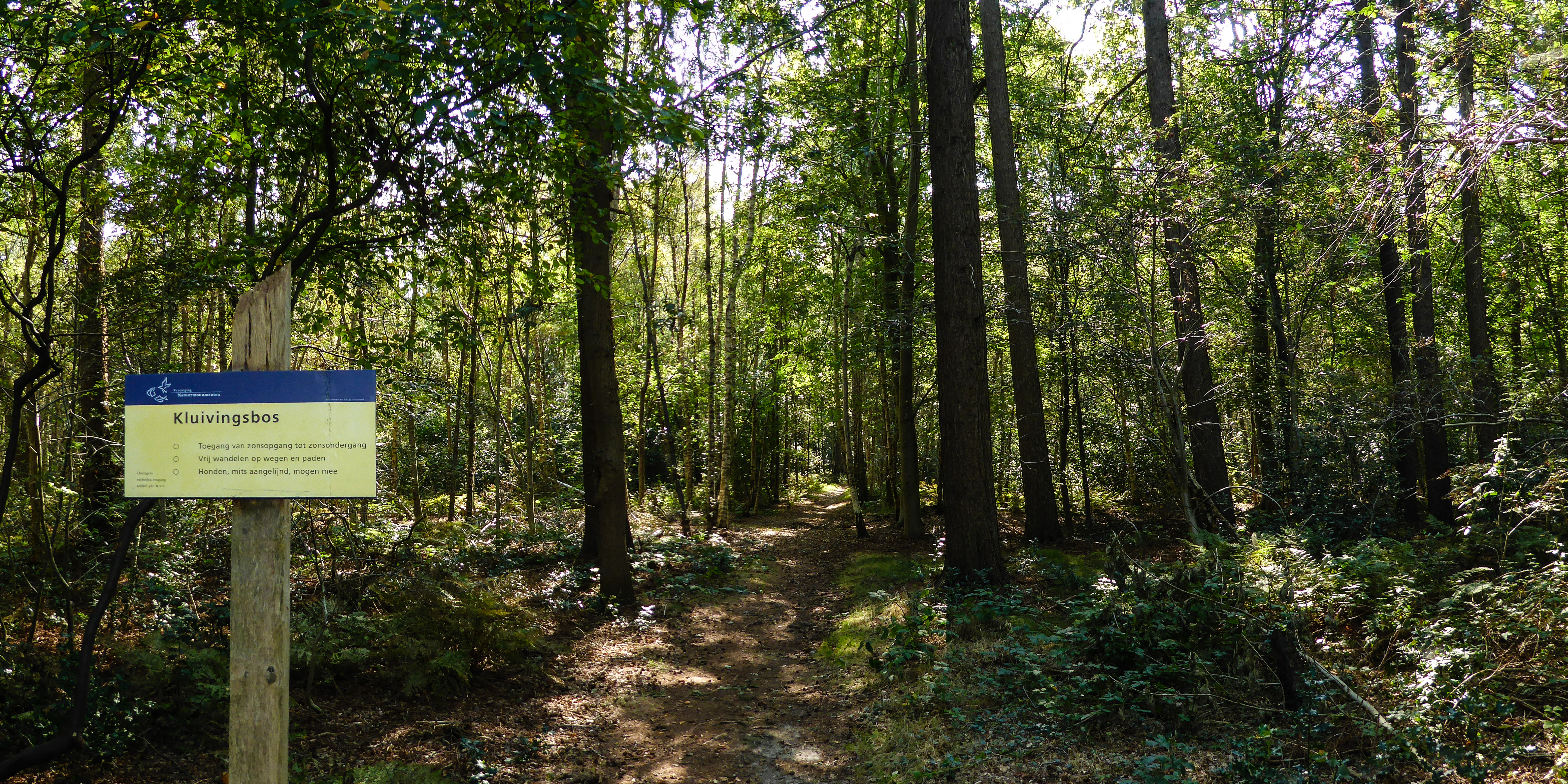
De noordelijke toegang tot het Kluivingsbos (2016)